# Panache (logiciel)
 (juin 2019).
Panache est un logiciel commercial de simulation 3D de mécanique des fluides dédié à la modélisation de la dispersion atmosphérique des polluants dans les domaines de la qualité de l'air urbaine, la pétrochimie et le nucléaire.

## Histoire
Dans les années 1990, le développement de Panache a commencé comme un pionnier dans la simulation 3D de l'impact environnemental et des risques industriels. Aujourd'hui, Panache est un des outils les plus connus pour les problématiques de dispersion en environnement et risques. Depuis le début, Panache est distribué sur les plateformes Linux et Windows. Depuis 2010, le solveur est entièrement parallélisé sous OpenMP. Régulièrement, Panache intègre de nouveaux solveurs pour la résolution de la physique complexe intervenant dans les processus des écoulements atmosphériques et de la dispersion. 